# 340 př. n. l.

## Události
- Cesta Pythea z Massilie (Marseille)

## Hlavy států
- Perská říše – Artaxerxés III. (359 – 338 př. n. l.)
- Egypt – Artaxerxés III. (342 – 338 př. n. l.)
- Bosporská říše – Pairisades I. (349 – 311 př. n. l.)
- Kappadokie – Ariarathes I. (350 – 331 př. n. l.)
- Bithýnie – Bas (376 – 326 př. n. l.)
- Sparta – Kleomenés II. (370 – 309 př. n. l.) a Archidámos III. (360 – 338 př. n. l.)
- Athény – Nicomachus (341 – 340 př. n. l.) » Theophrastus (340 – 339 př. n. l.)
- Makedonie – Filip II. (359 – 336 př. n. l.)
- Epirus – Alexander I. (343 – 330 př. n. l.)
- Římská republika – konzulové Titus Manlius Torquatus a Publius Decius Mus (340 př. n. l.)
- Syrakusy – Timoleon (345 – 337 př. n. l.)
- Kartágo – Hanno III. (344 – 340 př. n. l.) » Hanno Veliký (340 – 337 př. n. l.)
- Numidie – Zelalsen (343 – 274 př. n. l.)